# Атаманов, Сергей Валерьевич
Сергей Валерьевич Атеманов (род. 20 марта 1958) — старший тренер сборной команды России и Санкт-Петербурга по водно-моторному спорту, мастер спорта СССР, судья республиканской категории по водно-моторному спорту, Международный комиссар Международного водно-моторного союза UIM.

## Биография
Родился в 1958 году в Ленинграде. Образование высшее, в 1981 году окончил Ленинградский Механический Институт по специальности инженер-механик.

### Карьера
Сергей Валерьевич Атаманов — в водно-моторном спорте с 1970 года, уже в 1975 году он становится мастером спорта СССР, многократный победитель и призёр Чемпионата, Первенства и Кубка СССР, многократный победитель и призёр международных соревнований.
С 2002 года вице-президент Спортивной федерации водно-моторного спорта Санкт-Петербурга с 2002 года.
С 2004 по 2010 год был старшим тренером сборной команды Латвии по водно-моторному спорту.
Судья республиканской категории по водно-моторному спорту. Главный судья и участник главных судейских коллегий чемпионатов мира, Европы, чемпионатов и Первенств России, всероссийских и региональный соревнований по водно-моторному спорту с 1994 года.

## Вклад в спорт
Атаманов — тренер высшей категории по водно-моторному спорту, подготовил нескольких Чемпионов и призёров Чемпионатов Мира и Европы, активно работает с международными командами «Формулы-2» и «Формулы-1» на воде, международный комиссар UIM.
Имеет публикации, является членом авторского коллектива книги «Водно-моторный спорт».

## Награды
Награждён медалью «85 лет ДОСААФ России», Почетным знаком «За заслуги в развитии физической культуры и спорта в Московской области»